# 207 Heda
207 Heda (mednarodno ime 207 Hedda) je asteroid tipa C v glavnem asteroidnem pasu. 

## Odkritje
Asteroid je odkril avstrijski astronom Johann Palisa 17. oktobra 1879 v Pulju . Poimenovan je po Hedwigi, ženi astronoma Friedricha Winnecka

## Lastnosti
Asteroid Heda obkroži Sonce v 3,45 letih. Njegova tirnica ima izsrednost 0,029, nagnjena pa je za 3,804° proti ekliptiki. Njegov premer je 58,70 km .